# فرمونت هیلز (میزوری)
فرمونت هیلز (به انگلیسی: Fremont Hills) یک شهر در ایالات متحده آمریکا است که در شهرستان کریستین، میزوری واقع شده‌است. فرمونت هیلز ۱٫۴۲ کیلومتر مربع مساحت و ۸۲۶ نفر جمعیت دارد و ۳۹۲ متر بالاتر از سطح دریا قرار دارد.